# سردنگی سالاش
سردنگی سالاش (به صربی: Srednji Salaš) یک منطقهٔ مسکونی در صربستان است که در Bačka Topola Municipality واقع شده‌است. سردنگی سالاش ۱۷۲ نفر جمعیت دارد.